# Hypsoropha hormos
Hypsoropha hormos là một loài bướm đêm trong họ Erebidae.